# كرايغ مورغان (مغن مؤلف)
كرايغ مورغان (بالإنجليزية: Craig Morgan)‏ هو مغن مؤلف أمريكي، ولد في 17 يوليو 1964 في كينغستون سبرينغز في الولايات المتحدة.

## وصلات خارجية
- الموقع الرسمي
- كريغ مورغان على موقع IMDb (الإنجليزية)
- كريغ مورغان على موقع ميوزك برينز (الإنجليزية)
- كريغ مورغان على موقع أول ميوزيك (الإنجليزية)
- كريغ مورغان على موقع ديسكوغز (الإنجليزية)
- كريغ مورغان على موقع قاعدة بيانات الفيلم (الإنجليزية)